# آنسی سی
آنسی سی (به انگلیسی: ANSI C) اشاره به خانواده‌ای از استانداردهای پیاپی برای زبان برنامه‌نویسی سی دارد که توسط مؤسسه استانداردهای ملی آمریکا منتشر شده‌اند. برنامه‌نویسان زبان سی تشویق می‌شوند که این استانداردها را رعایت کنند زیرا رعایت آنها باعث ایجاد کد قابل حمل بین کامپایلرها می‌شود. از زمان پیدایش زبان سی، تا کنون چندین استاندارد توسط کمیته‌های مختلف برای آن منتشر شده است که به عنوان مثال می‌توان به استانداردهای c99, c89, c11 و … اشاره کرد. تفاوت میان این استانداردها اندک است و برنامه‌ها با کمی دستکاری می‌توانند با استاندارد جدیدتر منطبق شوند.